# Препятствие на пътя (март 2016)
Препятствие на пътя (март 2016) беше кеч WWE Network-pay-per-view (PPV) турнир, продуциран от WWE. Провежда на 12 март 2016 в Ricoh Coliseum в Торонто, Онтарио, Канада. Името му е във връзка с позицията му към "Пътят към КечМания".
Девет мача (включително два тъмни мача) се провеждат по време на събитието. В главния мач Трите Хикса побеждава Дийн Амброуз и запазва неговата Световна титла в тежка категория на WWE.

## Заден план
Препятствие на пътя, първоначално наречен март до КечМания: На живо от Торонто, включва кеч мачове с участието на различни борци от вече съществуващи сценични вражди и сюжетни линии, които изиграват по Първична сила, Разбиване и тяхната развиваща се марка NXT. Борците са добри или лоши, тъй като те следват поредица от събития, които са изградили напрежение и кулминират в мач или серия от мачове.
На 19 февруари в епизод на Първична сила, Дийн Амброуз предизвиква Трите Хикса в мач за Световната титла в тежка категория на WWE. По късно същата вечер, Трите Хикса се намесва в мача на Амброуз срещу Алберто Дел Рио, коствайки му дисквалификация. Амброуз атакува Трите Хикса, но Трите Хикса го сприра с педигри. След това се съгласява преди поредната му атака върху Амброуз. Мачът се урежда за Препятствие на пътя.
На 2 март в епизод на NXT, Отборните шампиони на NXT Възраждане са обявени да защитават титлите си срещу Ензо Аморе и Колин Касиди на Препятствие на пътя.
На Кралски грохот, Брок Леснар елиминира Люк Харпър, Ерик Роуън и Броун Строуман от Семейство Уайът от Кралско меле. Но триото се връща на ринга и елиминира Леснар от мача. На 3 март, в епизод на Разбиване, мач между Брок Леснар и Брей Уайът е плануван за Препятствие на пътя.
На 8 март, Отборните шампиони на WWE Нов Ден са обявени да защитават титлите си срещу Шеймъс и Крал Барет (от Лигата на Нациите) на Препятствие на пътя.
На 11 март, мач, в който титлата не е заложена между Шампионката на дивите на WWE Шарлът и Наталия е обявен за събитието. В предварително записан сегмент, излъчен преди мача, Наталия предизвиква Шарлът да заложи нейната титла, което се оказва последния мач за Титлата на дивите.

## Резултати
| №                                                                        | Резултати                                                                                                  | Правила                                                       | Време |
| ------------------------------------------------------------------------ | --- | ------------------------------------------------------------- | ----- |
| 1Т                                                                       | Марк Хенри победи Ренди Шарп                                                                               | Индивидуален мач                                              | 3:35  |
| 2Т                                                                       | Златен прах (с Ар Труф) победи Виктор (с Конър)                                                            | Индивидуален мач                                              | 6:44  |
| 3                                                                        | Нов Ден (Големият И и Кофи Кингстън) (ш) (с Ксавиер Уудс) победиха Лигата на Нациите (Шеймъс и Крал Барет) | Отборен мач за Отборните титли на WWE                         | 9:49  |
| 4                                                                        | Крис Джерико победи Джак Фукльото чрез предаване                                                           | Индивидуален мач                                              | 7:54  |
| 5                                                                        | Възраждане (ш) победиха Ензо Аморе и Колин Касиди (с Кармела)                                              | Отборен мач за Отборните титли на NXT                         | 10:17 |
| 6                                                                        | Шарлът (ш) (с Рик Светкавицата) победи Наталия                                                             | Индивидуален мач за Титлата на Дивите на WWE                  | 13:37 |
| 7                                                                        | Брок Леснар (с Пол Хеймън) победи Семейство Уайът (Брей Уайът и Люк Харпър)                                | Хандикап мач 2 на 1                                           | 4:03  |
| 8                                                                        | Сами Зейн победи Звезден прах                                                                              | Индивидуален мач                                              | 12:33 |
| 9                                                                        | Трите Хикса (ш) победи Дийн Амброуз                                                                        | Индивидуален мач за Световната титла в тежка категория на WWE | 24:43 |
| - (ш) – указва шампиона/шампионите в мача - Т – показва, че мача е тъмен | |                                                               |       |